# Vingadora
Vingadora é uma banda brasileira de gênero indefinido, fazendo misturas como arrocha com pagode baiano (arrochadeira), outro estilo que mistura é funk melody, formada em fevereiro de 2014 na cidade de Itabuna, na Bahia.
O grande sucesso da banda é a música "Paredão Metralhadora", a banda ganhou os prêmios: Prêmio YouTube Carnaval, Pesquisa Bahia Folia e Troféu Band Folia. E já conseguiu fazer show para 20 mil pessoas. Também houve polêmicas envolvendo plágios.
Originalmente a banda teve como vocalista Tays Reis até deixar a banda em 2019, ela deu voz a canção Paredão Metralhadora. Em 2020 a Manu Morelli passa integrar a banda na função de vocalista, ela permaneceu na banda até 2022, ainda naquele ano, a cantora Viviane Tripodi passa a integrar a banda na função de vocalista, porém o primeiro show da banda com ela na formação foi em 22 de janeiro de 2023.

## História

### 2014–15: Início de carreira
O grupo formado em fevereiro de 2014, começou sua carreira nas tradicionais festas do interior da Bahia, chamadas de "Paredões de som" onde conseguiu ser a banda preferida destas festas a banda conseguiu fazer grande sucesso nos bares e nas festas de Itabuna. Uma pessoa percebeu que poderia por um violista na Banda Vingadora para o grupo se diferenciar dos demais e então Dan Rodrigues entrou para o grupo tendo a função de tocar violino, o grupo só lançou seu primeiro videoclipe em dezembro de 2014, com a música "Fazer o Crau"
Em 2015 a banda ficou conhecida no Nordeste com a música "A Minha Mãe Deixa", que foi apontada como o hino da festa de São João daquele ano, em 5 de novembro de 2015 a banda lançou o videoclipe ao vivo da música "Minha Mãe Deixa" e que ganhou ainda mais popularidade depois da vocalista Tays Reis cantar a música ao lado da cantora Ivete Sangalo. A coreografia da música "Minha Mãe Deixa" foi criada por FitDance. e o videoclipe desta "canção" foi lançado no dia 5 de novembro de 2015.

### 2016–17: Paredão Metralhadora
No restante do Brasil alcançou a fama com o hit "Paredão Metralhadora", considerada a música do Carnaval de 2016. Sucesso no YouTube, o videoclipe de "Paredão Metralhadora" foi inspirado no filme Mad Max e seu investimento foi de R$200 mil. a gravação do videoclipe levou 17 horas de gravação a música teve a coreografia criada pela academia Fit Dance (de Salvador) e teve a produção da Agência Califórnia (produtora de Salvador) e a ajuda para divulgação de Hugo Gloss (um blogueiro brasiliense) e o videoclipe que foi colocado no YouTube no dia 17 de dezembro de 2015 e teve mais de 50 milhões de visualizações. O videoclipe mostra um campo de batalha, onde a vocalista Tays Reis com suas aliadas duela com o violista Dan Rodrigues e outros músicos, é um duelo de sons e ali se metralha é com a coreografia.
"Paredão Metralhadora" ficou em primeiro lugar entre as músicas mais ouvidas no Top Vagalume do site Vagalume, a frente de músicas como Hello da cantora britânica Adele. A música também foi uma das mais ouvidas no serviço de streaming Napster. As fantasias inspiradas na música "Paredão Metralhadora" foram a mais buscadas pelos foliões para o Corso de Teresina, o maior desfile de carros alegóricos do mundo. Segundo a Crowley um organização de aferição, a canção "Paredão Metralhadora" já está sendo tocada em várias rádios do Brasil, principalmente nos seguintes lugares: Triângulo Mineiro, Fortaleza, interior do Rio de Janeiro e Vitória. A banda recebeu o Prêmio YouTube Carnaval na categoria revelação, com isso a banda ganhou um videoclipe exclusivo produzido pelo YouTube durante o Carnaval de Salvador de 2016.
O grupo é conhecido por misturar elementos do pagode baiano com funk melody e por um dos seus integrantes tocar violino, instrumento pouco comum nesses gêneros musicais. Um dos álbuns de estreia do grupo foi lançado com o título de O Solo do Poder e contendo 18 faixas autorais e o álbum foi muito escutado e baixado na internet, outro álbum de estreia foi Vem Ne Mim e contendo 12 faixas autorais. O álbum O Som do Paredão tem a participação de Tierry na música "Sobe No Paredão". No segundo semestre de 2015 a banda ficava com os ingressos para seus shows esgotados. O seu primeiro DVD intitulado Identidade foi lançado em janeiro de 2016, com uma tiragem de 80 mil cópias, a gravação ocorreu em junho de 2015 na cidade de Ibicuí (BA) para um público de 20 mil pessoas.
Em 12 de janeiro de 2016, a banda assinou contrato com a Sony Music no Rio de Janeiro tendo a previsão de lançar por esta gravadora um álbum no primeiro semestre de 2016. A Sony Music irá relançar o álbum Vem Ne Mim. Em 9 de fevereiro de 2016 foi divulgado os vencedores do prêmio Troféu Band Folia e a Banda Vingadora ganhou este prêmio na categoria Revelação. Em 11 de fevereiro de 2016 foi divulgado pela TV Bahia o resultado da música vencedora da Pesquisa Bahia Folia e o resultado foi "Paredão Metralhadora" da Banda Vingadora. A vocalista Banda Vingadora no dia 1 de março de 2016 gravou uma coreografia para a música "Eu Tento Evitar" na academia Well, em Salvador na Bahia, "Eu Tento Evitar" pretendia ser o novo sucesso da Banda Vingadora, e aconteceu que esta música foi dançada pela vocalista da Banda Vingadora junto com a Xuxa. Em maio de 2016 a Banda Vingadora lançou uma prévia da música "Novo Desafio" e gravou o álbum que também se chama Novo Desafio
Em 25 de agosto de 2016 a Banda Vingadora lançou o videoclipe "Me Deixa Louca" com direção de Bruno Fioravanti, o videoclipe foi gravado num parque de diversões. Em novembro de 2016, Vingadora lançou o CD de verão intitulado Esquenta, que inclui as músicas Me Deixa Louca e uma aposta do carnaval de 2017, Calcanhar de Prego. de autoria de Tierry o vídeo clipe de "Calcanhar de Prego" foi gravado no dia 16 de dezembro de 2016 no Litoral Norte, com parceria com a FitDance e com produção da agência Califórnia, o enredo do vídeo é o seguinte, as mulheres são contratadas para fazer a reforma na mansão e surpreendem o proprietário, as mulheres são interpretadas pelas bailarinas da FitDance, o proprietário da mansão é interpretado pelo Fábio Duarte, Fábio Duarte é dono da FitDance e já namorou a Ivete Sangalo. o Domingo Espetacular perguntou aos internautas do R7 qual seria o hit de verão de 2017, então "Calcanhar de Prego" foi a música mais votada, sendo que a canção Loka de Simone & Simaria ficou em segundo lugar. Calcanhar de Prego junto com a música Vai Dentro fez sucesso nas redes sociais No dia 7 de fevereiro de 2017 a canção Calcanhar de Prego já tinha mais de dois milhões de visualizações
No dia 28 de abril de 2017, com contrato da gravadora independente, CAST Produções, lança o novo EP Ei, Tio contendo cinco faixas inéditas, incluindo a canção-título, lançado no dia 26 do mesmo mês.

### 2018–19: Álbum ao vivo e Saída de Tays Reis
Em novembro de 2018 lança o primeiro CD e DVD "Ao vivo em Tabatinga/AM" que tem o single inédito "Guitarrinha" e sucessos de artistas consagrados da atualidade.[carece de fontes?]
Na manhã do dia 28 de março de 2019 foi publicado no perfil oficial da banda no Instagram que a Tays Reis iria deixar de integrar a Banda Vingadora para fazer carreira solo.

### 2020–presente: Nova Fase
Após alguns meses sem vocalista, a banda vingadora anuncia Manu Morelli como nova vocalista. Conhecida pela mistura de ritmos e pelo estilo irreverente, o grupo aposta em uma inovação, nesse fase a banda terá o reportório com diversos estilos musicais, não se prenderá a somente um gênero musical. O grupo também lança um novo álbum contendo nove canções autorais e regravações.
Em 2022 a Manu Morelli deixa a banda, ainda naquele ano, a cantora Viviane Tripodi passa integrar a banda sendo vocalista, então a banda gravou músicas com ela na formação para estreiar a nova vocalista num possível álbum.
Em 22 de janeiro de 2023 (domingo) a banda faz o primeiro show tendo a Viviane Tripodi na função de vocalista, esse show foi em Salvador. O empresário Manoel Castro (que já trabalhou com Cheiro de Amor) está colaborando nessa nova fase que a banda tem a Viviane Tripodi.

## Controvérsias

### Polêmicas envolvendo plágios
André Fanzine, Hugo Porto e Artur Moura que são compositores da música "Moda do Trá" gravada em 2012 pelo grupo LevaNóiz, acusam que a palavra trá que é usada na letra da música "Paredão Metralhadora" é plagio da música "Moda do Trá", dizem os compositores de "Moda do Trá" que é evidente o plágio e que já falaram até com advogados, Aldo Rebouças que é atual empresário da Banda Vingadora e compositor desta música disse que não há semelhança entre as músicas e que o trá é uma palavra que imita o som de uma metralhadora, "pode-se até questionar, mas ninguém tem direito disso, é como miado de um gato e latido de um cão", disse Aldo Rebouças
Em 26 de janeiro de 2016, a funkeira MC Bella lançou o videoclipe da música "Metralhadora", e alguns internautas apontaram a semelhança da música com o hit "Paredão Metralhadora", da banda Vingadora e acusaram a funkeira de plágio. No dia 28 de janeiro de 2016 a Banda Vingadora participou do programa Mais Você da Rede Globo e a vocalista da banda comentou sobre o assunto "Acho que todo mundo tem que usar a sua criatividade, mas não copiar. Acho antiético copiar as coisas dos outros, mas eu não ligo, não. Pelo menos acho que ela está divulgando o meu trabalho." afirmou Tays Reis.
A assessoria de imprensa de MC Bella também se pronunciou "Em virtude da polêmica criada sobre o clipe de MC Bella, 'Metralhadora', salientamos que nossa artista é muito fã da Banda Vingadora. Bella é conterrânea da banda, da cidade de Itanhém e fez uma metáfora da música com a intenção de homenagear, no ritmo do funk, o hit do momento. Há pessoas que polemizam com a intenção de aparecer, mas temos a convicção do sucesso do clipe, basta ouvir a letra para entender o seu real significado" dizia o texto enviado pela assessoria de imprensa de Bella à imprensa.
E também foram feitas mais de 20 paródias da música "Paredão Metralhadora" no YouTube.
Em março de 2016, uma banda que imitava a Banda Vingadora, chamada de Veury Vingadora foi detida após um show em São Francisco de Itabapoana, com a alegação que eles estavam plagiando as músicas da banda original, e além disso utilizando as mesmas marcas da banda Vingadora, sendo configurado o crime de plágio e estelionato, segundo o Código Penal Brasileiro. De acordo com o advogado da banda original são investigados mais oito grupos que estariam plagiando a banda.

## Integrantes
Nota: Viviane passou a integrar a banda em 2022, quanto aos demais integrantes, é necessário verificar se ainda integram a banda.
- Viviane Tripodi (vocalista desde 2022 até atual)[57] com incentivo do pai dela Alberto Tripodi, começou a cantar ainda sendo criança.[58]
- Dan Rodrigues (violino)[14]
- Celso Otoniel (guitarra)[14]
- Davison Lopes (teclado)[14]
- Murillo Santos * (percussão)[14]
- Edy Ferrary (dançarino)[5]
- Jhon Oliver (dançarino)[5]

|  |  |  |

### Ex intergrantes
- Manu Morelli (vocalista, integrou a banda de 2020 até 2022) nasceu em Ilhéus e criada em Vitória da Conquista, na Bahia, Manu começou a cantar profissionalmente aos 18 anos, em um projeto de sofrência , arrocha romântico com o seu nome.[4]
- Tays Reis (vocalista, integrou a banda até 2019)[14] nasceu em 13 de janeiro de 1995, no município de Ilhéus, mas radicou-se em Itabuna.[16] Aos 13 anos começou sua carreira cantando em bares e tendo aulas de canto e violão[27] na escola Planeta Música, também participou da banda Garota Faceira[7] e já cursou jornalismo.[14] Em 2019 deixa de integrar a banda para seguir carreira solo.

## Discografia

### Álbuns de estúdio
| Álbum                   | Detalhes                                                                                           |
| ----------------------- | -------------------------------------------------------------------------------------------------- |
| Vem Ne Mim              | - Lançamento: 1 de julho de 2015 - Formatos: CD, download digital - Gravadora: Independente        |
| Esquenta                | - Lançamento: 16 de dezembro de 2016 - Formatos: CD, download digital - Gravadora: Independente    |
| No Cavalinho            | - Lançamento: 8 de janeiro de 2018 - Formatos: CD, download digital - Gravadora: Independente      |
| Ao Vivo em Tabatinga/AM | - Lançamento: 12 de outubro de 2018 - Formatos: CD/DVD, download digital - Gravadora: Independente |
| Cheguei Verão 2020      | - Lançamento: 29 de janeiro de 2020 - Formatos: CD, download digital - Gravadora: Independente     |

### Extended play(EPs)
| Álbum           | Detalhes                                                                                        |
| --------------- | ----------------------------------------------------------------------------------------------- |
| Som de Paredão  | - Lançamento: 27 de dezembro de 2014 - Formatos: EP, download digital - Gravadora: Independente |
| O Solo do Poder | - Lançamento: 24 de dezembro de 2015 - Formatos: EP, download digital - Gravadora: Independente |
| Novo Desafio    | - Lançamento: 15 de julho de 2016 - Formatos: EP, download digital                              |
| Ei, tio!        | - Lançamento: 28 de abril de 2017 - Formatos: EP, download digital - Gravadora: Indepedente     |

### Álbuns de vídeo
| Álbum      | Detalhes                                                                                        |
| ---------- | ----------------------------------------------------------------------------------------------- |
| Identidade | - Lançamento: 9 de novembro de 2015 - Formatos: DVD, download digital - Gravadora: Independente |

### Singles
| Título                                                                                  | Ano  | Posições | Posições              | Álbum                         |
| Título                                                                                  | Ano  | BRA      | BRA Regional Salvador | Álbum                         |
| --------------------------------------------------------------------------------------- | ---- | -------- | --------------------- | ----------------------------- |
| "Fazer o Crau"                                                                          | 2014 | —        | —                     | Vem Ne Mim                    |
| "Sobe no Paredão" (part. Thierry)                                                       | 2015 | —        | —                     | Vem Ne Mim                    |
| "A Minha Mãe Deixa"                                                                     | 2015 | —        | —                     | Vem Ne Mim                    |
| "Paredão Metralhadora"                                                                  | 2015 | 37       | 1                     | Vem Ne Mim                    |
| "Eu Tento Evitar"                                                                       | 2016 | —        | —                     | Não adicionado à nenhum álbum |
| "Me Deixa Louca"                                                                        | 2016 | —        | —                     | Esquenta                      |
| "Calcanhar de Prego"                                                                    | 2017 | —        | 7                     | Esquenta                      |
| ''No Cavalinho''                                                                        | 2018 | —        | —                     | No Cavalinho                  |
| "Guitarrinha"                                                                           | 2018 | —        | —                     | Ao Vivo em Tabatinga/AM       |
| "—" denota singles que não entraram nas paradas musicais ou não foram lançados no país. |      |          |                       |                               |

## Prêmios
| Ano  | Premiação               | Categoria                                   | Resultado | Ref.          |
| ---- | ----------------------- | ------------------------------------------- | --------- | ------------- |
| 2016 | Prêmio YouTube Carnaval | Revelação                                   | Venceu    | [ 67 ]        |
| 2016 | Pesquisa Bahia Folia    | Música do Carnaval ("Paredão Metralhadora") | Venceu    | [ 68 ]        |
| 2016 | Troféu Band Folia       | Revelação                                   | Venceu    | [ 33 ] [ 69 ] |